# 8 марта
8 марта — 67-й день года (68-й в високосные годы) по григорианскому календарю.
До конца года остаётся 298 дней.
До 15 октября 1582 года — 8 марта по юлианскому календарю, с 15 октября 1582 года — 8 марта по григорианскому календарю.
В XX и XXI веках соответствует 23 февраля по юлианскому календарю в невисокосные годы, 24 февраля в високосные годы.

## Праздники и памятные дни
См. также: Категория:Праздники 8 марта.

### Международные
- ООН — Международный женский день.

### Религиозные

#### Католицизм
- Память Иоанна Божьего (1550);
- память Филемона-актёра (305).

#### Православие[2]
Примечание: указано для невисокосных лет, в високосные годы список иной  см. 9 марта.
- Память священномученика Поликарпа, епископа Смирнского (167);
- обре́тение мощей Матроны Московской (1998);
- память преподобного Поликарпа Брянского (XV);
- память преподобных Иоанна, Антиоха, Антонина, Моисея, Зевина, Полихрония, Моисея другого и Дамиана, пустынников Сирийских (V);
- память преподобного Александра монаха, основателя обители «Неусыпающих» (ок. 430);
- память священномучеников Павла Кушникова (1918), Алексия Никольского, Николая Дмитрова, Михаила Ражкина, пресвитеров, и мученика Сергия Бородавкина (1938).

### Именины
- Католические: Джон, Урбан, Филемон.
- Православные: Александр, Алексей, Антиох, Антонин, Демьян, Зевин, Иван, Матрёна, Михаил, Мосей, Николай, Павел, Поликарп, Полихроний, Сергей[3][4]. 
(Примечание: указано для невисокосных лет, в високосные годы список иной[1], см. 9 марта.)

## События

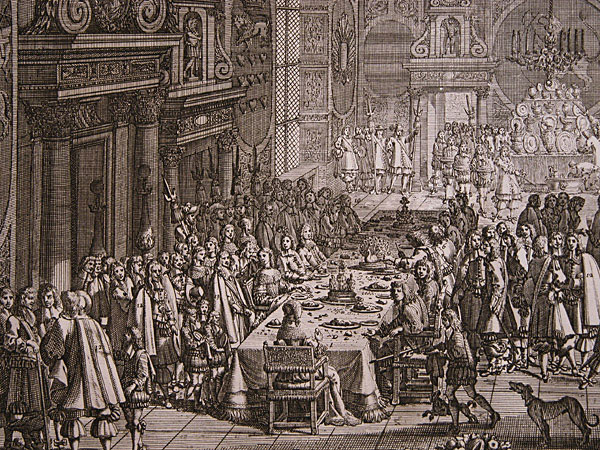
Банкет в честь подписания Роскилльского договора

См. также: Категория:События 8 марта

### До XIX века
- 1011 — Фирдоуси заканчивает свою поэму «Шахнаме»[источник не указан 886 дней].
- 1126 — Альфонсо VII провозглашён королём Леона.
- 1169 — Андрей Боголюбский после трёхдневного штурма захватил Киев и разграбил его.
- 1558 — Юхан III основал город Пори.
- 1576 — Диего Гарсия де Паласио, член Королевской аудиенсии Гватемалы впервые упомянул об открытии руин древнего города Копан, написав о нём в письме королю Филиппу II.
- 1618 — Немецкий астроном Иоганн Кеплер сформулировал свой третий закон движения планет.
- 1658 — подписан Роскилльский мир, завершивший Датско-шведскую войну передачей Швеции огромных территорий.
- 1702 — Анна Стюарт становится королевой Англии, Шотландии и Ирландии.
- 1722
  - По указу императора Петра I в Санкт-Петербурге начались первые систематические наблюдения за погодой в Российской империи.
  - Битва при Гулнабаде.
- 1736 — Надир-шах сверг последнего представителя династии Сефевидов и основал новую династию Афшаридов, короновавшись шахом Ирана.
- 1759 — Парламент Парижа осудил «Энциклопедию» Дени Дидро.
- 1775 — анонимный писатель публикует «Африканское рабство в Америке», первую статью в американских колониях, призывающую к освобождению рабов и отмене рабства. Некоторые исследователи считают, что автором статьи является Томас Пейн.
- 1778 — Утверждён герб Черни, вместе с остальными гербами Тульского наместничества.
- 1782 — американское народное ополчение из штата Пенсильвания убило девяносто шесть крещёных индейцев из племени делаваров во время Войны за независимость США.

### XIX век
- 1802 — в ходе Войны второй коалиции в битве при Абукире британские войска под командованием Ральфа Эберкромби высадились в Египте с целью положить конец Египетской экспедиции Наполеона.
- 1809 — Вышла в свет первая книга «Басен» И. А. Крылова.
- 1844
  - Оскар I взошёл на престол короля Швеции и Норвегии.
  - Исландский парламент Альтинг открывает своё первое заседание спустя 45 лет перерыва.
- 1873 — В Северо-Западных Территориях Канады запретили продажу спиртного.
- 1887 — Эверетт Хортон запатентовал телескопическую удочку.
- 1888 — В России, в ходе полигонных испытаний император Александр III произвёл выстрелы из пулемёта Максим, после чего это оружие поступило на вооружение российской армии.
- 1900 — Организовано объединение «Мир искусства», куда вошли А. Н. Бенуа, К. А. Сомов, М. В. Добужинский, Н. К. Рерих, Е. Е. Лансере и др.

### XX век

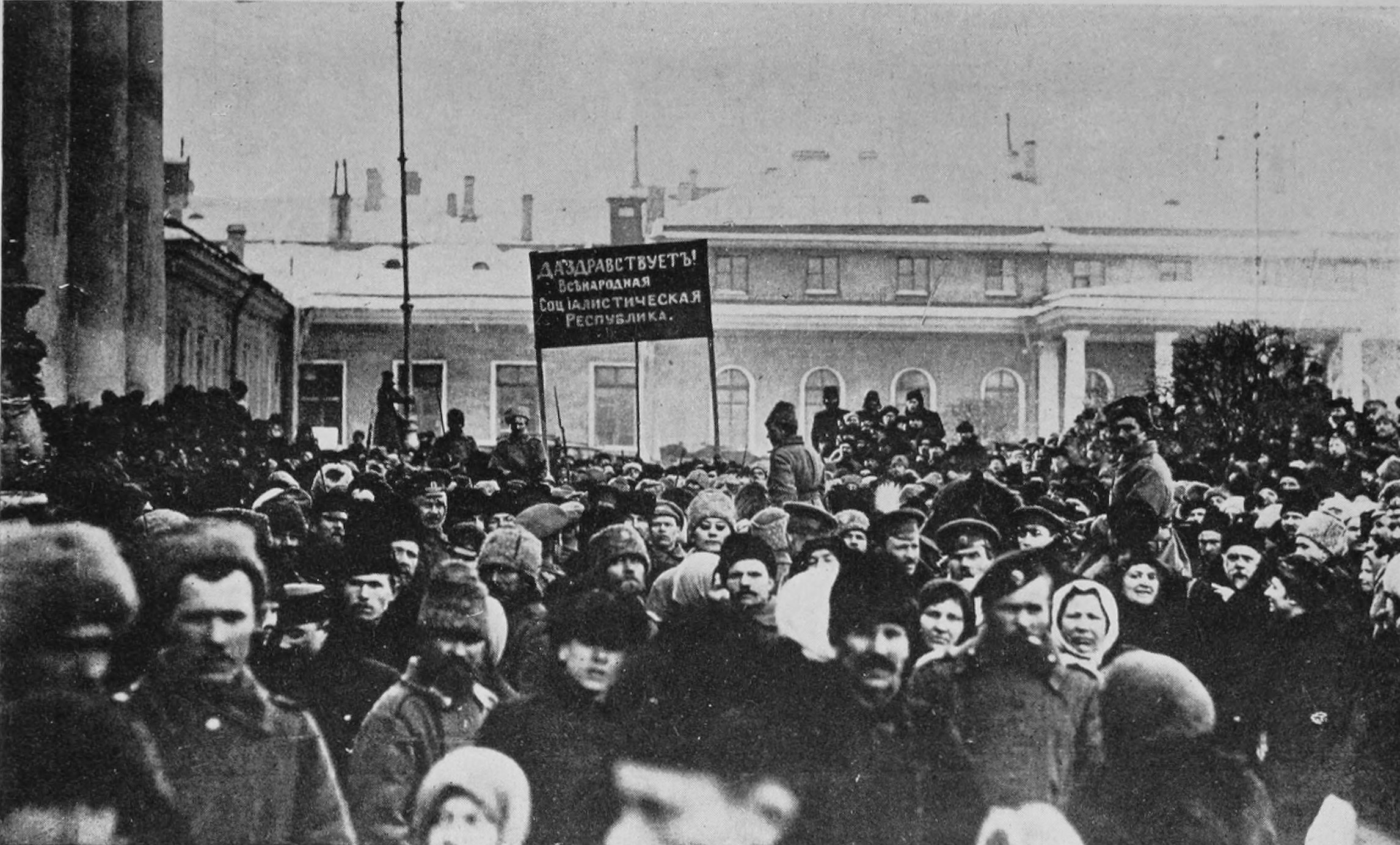
Демонстрации на улицах Петрограда, март 1917 г.

- 1904 — Изменения в германском законе 1872 года, направленном против иезуитов, позволили отдельным членам этого ордена вернуться в страну.
- 1910
  - Решением Социалистического Интернационала (Копенгаген) день 8 марта был объявлен Международным Женским Днём.
  - В Англии Королевский аэроклуб выдал первое удостоверение пилота Джону Муру-Брабазону, а во Франции Элиза Дерош (или де Лярош) стала первой женщиной, удостоившейся подобной чести. Англичанин потом стал лордом, а француженка баронессой.
- 1914 — Вышел в свет первый номер журнала «Работница».
- 1917 — 23 февраля по старому стилю или 8 марта по новому стилю в Петрограде прошли женские демонстрации суфражисток с лозунгами «Хлеба и мира!», на следующий день к забастовке подключились рабочие Путиловского завода, начались стычки с полицией. Начало Февральской революции.
- 1921 — Премьер-министр Испании Эдуардо Дато Ирадье убит по дороге домой из здания парламента в Мадриде.
- 1923 — Образовано Общество Друзей Воздушного Флота (ОДВФ)[5].
- 1924 — Установлены дипломатические отношения между СССР и Грецией.
- 1929 — В Ленинграде в Малом оперном театре прошли торжественное собрание и концерт, посвящённые Международному женскому дню. На концерте впервые выступил оркестр «театрализованного джаза» Леонида Утёсова.
- 1930
  - В Индии началась кампания гражданского неподчинения под руководством Махатмы Ганди.
  - В Ленинграде создан Геологический институт АН СССР.
- 1937 — Гражданская война в Испании: начало Гвадалахарской операции.
- 1940 — Город Пермь в связи с предстоящим 50-летием председателя СНК СССР Вячеслава Михайловича Молотова переименован в его честь. В 1957 году городу возвращено исконное имя, которое он получил ещё в 1781 году.
- 1941 — Основан Лётно-исследовательский институт (ЛИИ им. М. М. Громова). Первым начальником института назначен Герой Советского Союза М. М. Громов.
- 1942
  - Вторая мировая война: Голландская Ост-Индия сдала остров Ява Императорской армии Японии.
  - Вторая мировая война: Императорская армия Японии захватила Рангун.
- 1944 — Согласно Постановлению № ГОКО-5309сс от 5 марта 1944 г. начата массовая депортация балкарцев.
- 1945
  - Установлены дипломатические отношения между СССР и Доминиканской Республикой.
  - В Цюрихе произошла первая тайная встреча Аллена Даллеса и Карла Вольфа в рамках операции «Санрайз».
- 1946 — Собор Украинской грекокатолической церкви во Львове принял решение о ликвидации унии с Ватиканом и об объединении с Русской православной церковью.
- 1948 — В США при рассмотрении дела «Макколем против Министерства образования» Верховный суд принял решение о том, что выделение времени для молитвы в начале школьного дня противоречит конституции.
- 1950
  - СССР объявил о наличии атомной бомбы.
  - Начало выпуска минивэна Volkswagen Transporter T1.
- 1952 — Врачи Пенсильванского госпиталя в Филадельфии впервые применили аппарат «искусственное сердце». В течение 80 минут он поддерживал жизнь 41-летнего Питера Дьюринга, пока бригада из 9 докторов, 5 медсестёр и 2 техников, остановив работу сердца пациента, пыталась выяснить причины его недуга.
- 1953 — Газета «Правда» впервые опубликовала лозунг «Народ и партия едины».
- 1959 — Джорджем Линкольном Рокуэллом основана Американская нацистская партия.
- 1962 — Дебют группы «The Beatles» на радио BBC с Питом Бестом за барабанами. Они исполнили песню Роя Орбисона «Dream Baby».
- 1963
  - Никита Хрущёв выступил с речью в Свердловском зале Кремля «Высокое призвание литературы и искусства»: «Нашему народу, — сказал лидер страны, — нужно боевое революционное искусство». Был сделан ряд выпадов против Эренбурга, Евтушенко, Эрнста Неизвестного, творчество которого он назвал «тошнотворной стряпнёй». Много Хрущёв говорил и о музыке, признался, что лично ему нравится песня «Рушничок». Ну а джаз — это музыка, от которой «тошнит, возникают колики в желудке».
  - Китай аннулировал Айгунский договор с Россией от 1858 года, требуя от СССР земли назад.
  - Никита Хрущёв заявил, что в СССР нет проблемы «отцов и детей».
  - Государственный переворот в Сирии.
- 1965
  - Вьетнамская война: в Южном Вьетнаме высаживаются первые наземные войска США.
  - Международный женский день 8 марта стал нерабочим днём.
- 1966 — взорвана Колонна Нельсона в Дублине.
- 1968 — в Тихом океане во время боевого патрулирования затонула советская дизельная подводная лодка К-129. По разным данным, погибли от 98 до 105 моряков.
- 1973
  - На референдуме в Северной Ирландии 591820 человек (59 процентов участвующих в голосовании) высказались за сохранение этой части страны в составе Великобритании, тогда как 6463 участника проголосовали за объединение Северной Ирландии с Ирландской Республикой.
  - Епископы православной церкви на Кипре лишили архиепископа Макария духовного сана.
- 1979
  - Компания Philips представляет компакт-диск.
  - Изображения, сделанные Вояджером-I, доказали существование вулканизма на Ио, спутнике Юпитера.
- 1983 — Отвергнув предложение комитета по иностранным делам Палаты представителей Конгресса США о замораживании ядерного оружия вместе с СССР, президент Рональд Рейган на национальном съезде евангелистов назвал Советский Союз средоточием зла в современном мире, подлинной «империей зла», утверждая что мира можно добиться только с помощью силы. Прошло несколько дней, и он предложил программу «звёздных войн».
- 1988
  - Семья Овечкиных из Иркутска захватывает авиалайнер и пытается бежать из СССР; штурм самолёта приводит к человеческим жертвам.
  - В США начали бастовать сценаристы телесериалов, требуя повышения оплаты своего труда. Под угрозой оказался выпуск даже таких популярных мыльных опер, как «Династия» и «Даллас».
- 1993 — Дебют на MTV мультипликационных героев Бивиса и Баттхеда.
- 1995 — В Великобритании компания «Глаксо» получила контроль над компанией «Уэллком фаундейшн» и создала крупнейшую в мире фармацевтическую фирму.
- 1997 — Виталий Кличко выиграл бой против Келвина «Concrete» Джонса в Кёльне (Германия), нокаутировав его за 12 секунд до конца первого раунда.

### XXI век
- 2003 — студенты парижской Политехнической школы совершили в Зале Ла-Верна первый в мире подземный полёт на воздушном шаре.
- 2014 — исчезновение самолёта Boeing 777-200ER авиакомпании Malaysia Airlines.
- 2023 — начало банковского кризиса.

## Родились

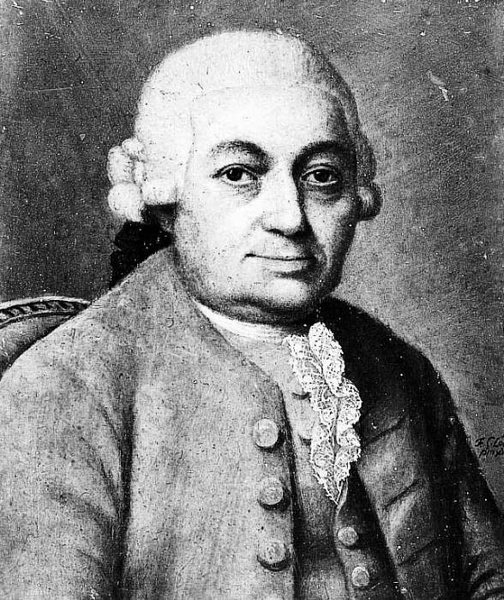
Карл Филипп Эммануил Бах

См. также: Категория:Родившиеся 8 марта

### До XIX века
- 1494 — Россо Фьорентино (ум. 1540), итальянский живописец флорентийской школы, работавший в Италии и во Франции.
- 1495 — Иоанн Божий (ум. 1550) — католический святой.
- 1712 — Джон Фозергилл (ум. 1780), британский медик, один из основателей Эдинбургского королевского медицинского общества.
- 1714 — Карл Филипп Эммануил Бах (ум. 1788), немецкий композитор, второй из пяти сыновей И. С. Баха.
- 1726 — Ричард Хау, 1-й граф Хау (ум. 1799) — британский адмирал флота, прославившийся во время Американской войны за независимость и Французских революционных войн.
- 1748 — Вильгельм V Оранский (ум. 1806), принц Оранский и Нассау-Дицский, последний штатгальтер Нидерландов (1751—1795).
- 1761 — Ян Потоцкий (ум. 1815), польский писатель-романтик, учёный-археолог, путешественник.
- 1764 — Шарль-Андре Поццо ди Борго (ум. 1842), политик-корсиканец, дальний родственник и кровный враг Наполеона I.
- 1789 — Мигель Барраган (ум. 1836), мексиканский политик и военный, президент Мексики.
- 1799 — Саймон Кэмерон (ум. 1889), американский политик, сенатор, военный министр США.

### XIX век
- 1804 — Элвин Кларк (ум. 1887), американский конструктор-оптик и астроном.
- 1822 — Игнаций Лукасевич (ум. 1882), польский фармацевт, химик-технолог и предприниматель.
- 1823 — Дьюла Андраши (ум. 1890), австро-венгерский государственный и политический деятель.
- 1827 — Вильгельм Блик (ум. 1875), немецкий лингвист, специалист по африканским языкам.
- 1830 — Жуан де Деуш (ум. 1896), португальский юрист, писатель, поэт, драматург, педагог, переводчик. Почётный академик Лиссабонской академии наук.
- 1841 — Оливер Уэнделл Холмс — младший (ум. 1935), американский юрист и правовед, многолетний член Верховного суда США.
- 1849 — Герман Винкельман (ум. 1912), немецкий оперный певец (тенор).
- 1856 —  Колин Кэмпбелл Купер (ум. 1937), американский художник-импрессионист и педагог.
- 1859 — Кеннет Грэм (ум. 1932), британский писатель.
- 1865
  - Фредерик Гауди (ум. 1947) — американский художник шрифта.
  - Николай Кравков (ум. 1924), русский физиолог и фармаколог, один из основоположников фармакологии в России.
- 1866 — Пётр Лебедев (ум. 1912), физик-экспериментатор, создатель первой в России научной физической школы.
- 1870
  - Иван Скворцов-Степанов (ум. 1928), советский государственный и партийный деятель, историк, экономист.
  - Михаил Бонч-Бруевич (ум. 1956), русский советский геодезист, военный теоретик, участник Первой мировой и Гражданской войн.
- 1875 — Пётр Ганнушкин (ум. 1933), русский советский психиатр, основатель научной школы.
- 1877 — Александр Ященко (ум. 1934), русский общественный деятель, правовед, библиограф.
- 1878 — Ксения Эрдели (ум. 1971), арфистка, композитор, педагог, основоположница советской школы исполнительства на арфе, народная артистка СССР.
- 1879 — Отто Ган (ум. 1968), немецкий химик, радиохимик, первооткрыватель ядерной изомерии и расщепления урана, лауреат Нобелевской премии (1944).
- 1880 — Хуан Фу (ум. 1936), китайский военный и политический деятель первой половины XX века, 9-й Президент Китайской Республики (31 октября—23 ноября 1924) и Председатель госсовета Китайской Республики (31 октября—24 ноября 1924).
- 1886 — Эдуард Кендалл (ум. 1972), американский химик, нобелевский лауреат по физиологии и медицине (1950).
- 1892
  - Александр Червяков (ум. 1937), видный советский белорусский партийный и государственный деятель.
  - Хуана де Ибарбуру (ум. 1979), уругвайская поэтесса.
- 1893 — Виктор Дени (ум. 1946), художник-график, карикатурист, один из основоположников советского политического плаката.
- 1894 — Вяйнё Валдемар Аалтонен (ум. 1966), финский скульптор.
- 1896 год — Шарлотта Уиттон (ум. 1975), канадская журналистка и политик, феминистка, мэр Оттавы в 1951—1956 и 1960—1964 годах.

### XX век
- 1902 — Луиз Биверс (ум. 1962), американская актриса.
- 1904 — Иван Спасский (ум. 1990), советский учёный-нумизмат, основатель отечественной нумизматической школы.
- 1905 — Александр Родимцев (ум. 1977), советский военачальник, генерал-полковник, дважды Герой Советского Союза.
- 1906 — Александр Роу (ум. 1973), кинорежиссёр, народный артист РСФСР.
- 1907 — Константинос Караманлис (ум. 1998), греческий государственный и политический деятель, премьер-министр Греции (1955—1963 с перерывами, а также 1974—1980) и президент Греции (1980—1985 и 1990—95).
- 1909 — Ласло Райк (казнён 1949), венгерский политический деятель.
- 1910
  - Дмитрий Алексидзе (ум. 1984), грузинский режиссёр, народный артист СССР.
  - Габриэль Парис Гордилья (ум. 2008), колумбийский политический и военный деятель, глава военной хунты Колумбии (1957—1958).
  - Клер Тревор (ум. 2000), американская актриса.
- 1911 — Алан Хованесс (ум. 2000), американский композитор.
- 1912
  - Владимир Бакарич (ум. 1983), хорватский политик, участник Народно-освободительной войны Югославии, Народный герой Югославии.
  - Престон Смит (ум. 2003) — американский политик, губернатор штата Техас.
- 1914 — Яков Зельдович (ум. 1987), советский физик и физикохимик, академик.
- 1915 — Тапио Раутаваара (ум. 1979), финский певец, актёр и олимпийский чемпион по метанию копья.
- 1921 — Алан Хейл — младший (ум. 1990), американский актёр кино и телевидения 1940—1980-х годов, а также ресторатор.
- 1922
  - Ральф Бер (ум. 2014), американский изобретатель, разработчик видеоигр, инженер, предприниматель, получивший прозвище «Отец видеоигр» за свой огромный вклад в развитие индустрии компьютерных игр.
  - Евгений Матвеев (ум. 2003), актёр и кинорежиссёр, народный артист СССР.
  - Сигэру Мидзуки (ум. 2015), японский мангака и фольклорист, который популяризовал жанр историй о традиционной японской нечисти.
  - Сид Чарисс (ум. 2008), американская балерина и киноактриса.
- 1925
  - Ефим Геллер (ум. 1998), советский шахматист, международный гроссмейстер (1952), один из сильнейших советских шахматистов послевоенных десятилетий.
  - Франсиско Рабаль (ум. 2001), испанский актёр.
- 1927 — Гедиминас Йокубонис (ум. 2006) литовский скульптор.
- 1928 — Эфраим Севела (ум. 2010), русский израильский писатель, актёр, кинорежиссёр, сценарист.
- 1930
  - Юрий Рытхэу (ум. 2008), российский чукотский писатель.
  - Альберт Хачатуров (ум. 1976), кинорежиссёр, заслуженный деятель искусств Узбекской ССР.
  - Дуглас Хёрд, британский политик, министр внутренних дел Великобритании в 1985—1989 годах и министр иностранных дел Великобритании в 1989—1995 годах.
- 1931
  - Шалва Амонашвили, советский, грузинский и российский педагог и психолог, академик РАН.
  - Джеральд Поттертон, британо-канадский режиссёр, продюсер и мультипликатор.
  - Нил Постман (ум. 2003), американский писатель, педагог, теоретик медиа и критик культуры.
- 1932
  - Илий (Ноздрин) (ум.2025), схиархимандрит Русской Православной Церкви, духовник Патриарха Кирилла.
  - Чарльз Дональд Бейтмен, канадский инженер, признанный изобретатель системы предупреждения о близости земли (GPWS)
  - Борис Владимиров (ум. 1988), советский актёр театра и кино, артист эстрады.
  - Сильвия Дербес (ум. 2002), мексиканская актриса.
- 1936
  - Сью Эни Лэнгдон, американская актриса.
  - Йозеф Машин, чехословацкий деятель антикоммунистического подполья в Чехословакии в начале 1950-х годов.
  - Габор Сабо (ум. 1982), американский джазовый музыкант венгерского происхождения.
- 1937 — Жювеналь Хабьяримана (погиб в 1994), руандийский политик, президент Республики Руанда.
- 1938
  - Яаков Киршен (ум. 2025), израильский карикатурист, политический аналитик и блогер.
  - Олег Чухонцев, русский поэт и переводчик.
- 1939
  - Александер Мекси, албанский политик и государственный деятель, первый премьер-министр посткоммунистической Албании (1992—1997), один из ведущих организаторов албанских реформ.
  - Лидия Скобликова, советская конькобежка, единственная 6-кратная олимпийская чемпионка в истории конькобежного спорта.
- 1941
  - Алексей Мишин, советский и российский тренер по фигурному катанию.
  - Норман Стоун (ум. 2019) — британский историк.
- 1942
  - Владимир Кобрин (ум. 1999), советский и российский сценарист, режиссёр и художник.
  - Энн Пакер, британская легкоатлетка, бегунья на короткие и средние дистанции.
- 1943
  - Сьюзан Кларк, канадская и американская актриса.
  - Линн Редгрейв (ум. 2010), британская актриса.
- 1944 — Сергей Никитин, советский и российский композитор, автор-исполнитель.
- 1945 — Ансельм Кифер, немецкий художник.
- 1947
  - Майкл Харт (ум. 2011), американский писатель, изобретатель электронных книг.
  - Кэрол Байер-Сейджер, американская певица, автор песен и художница. Лауреат премии «Оскар» (1982).
  - Флорентино Перес, испанский предприниматель и спортивный функционер, президент футбольного клуба «Реал Мадрид» и баскетбольного клуба «Реал Мадрид» (2000—2006; с 2009 года).
  - Николай Чиндяйкин, советский и российский актёр театра и кино, театральный режиссёр и педагог, телеведущий; заслуженный артист РСФСР (1985), народный артист РФ (2013).
- 1948
  - Мел Гэлли (ум. 2008), британский гитарист, автор песен.
  - Джонатан Сакс (ум. 2020), британский раввин и философ, политик, член Палаты лордов. Главный раввин Великобритании в 1991 — 2013 годах. Профессор.
- 1949 — Теофило Кубильяс, перуанский футболист, полузащитник, единственный перуанец сыгравший на трёх чемпионатах мира.
- 1954 — Мари-Терез Надиг, швейцарская горнолыжница, двукратная олимпийская чемпионка 1972 года.
- 1956 — Дэвид Малпасс, американский экономист, президент Всемирного банка.
- 1957
  - Синтия Ротрок, американская киноактриса, мастер боевых искусств.
  - Клайв Барр (ум. 2013), британский музыкант, наиболее известен как барабанщик популярной хеви-метал-группы Iron Maiden.
  - Дэвид Пол (ум. 2020), американский актёр, продюсер и телеведущий. Брат-близнец Питера Пола.
  - Питер Пол, американский актёр, спортсмен, музыкант.
- 1958 — Гэри Ньюман, британский рок-музыкант, певец, автор песен, один из ведущих исполнителей британской новой волны.
- 1959 — Эйдан Куинн, американский актёр.
- 1960 — Ирек Мухамедов, артист балета, педагог и хореограф.
- 1961
  - Боб Дадае, политический деятель Папуа — Новой Гвинеи, генерал-губернатор Папуа — Новой Гвинеи с 28 февраля 2017 года.
  - Кэмрин Менхайм, американская актриса.
  - Лэрри Мерфи, бывший канадский хоккеист, защитник, телевизионный аналитик и репортёр. Член Зала хоккейной славы с 2004 года.
- 1963 — Армен Петросян (ум. 1999), советский, армянский и российский художник-мультипликатор, режиссёр-клипмейкер, сценарист, актёр.
- 1965 — Кенни Смит, американский баскетболист, чемпион НБА и чемпион мира.
- 1966 — Грегори Баркер, британский политик, пожизненный пэр Соединенного королевства и Британской империи с 2015 года.
- 1968 — Михаэль Бартельс, немецкий автогонщик, участник чемпионата мира по автогонкам в классе Формула-1.
- 1972 — Андрей Мельниченко, российский предприниматель, меценат.
- 1973 — Аннеке ван Гирсберген, нидерландская певица, участница групп The Gathering, Aqua de Annique, а также сольная исполнительница.
- 1975
  - Пегги Зина (наст. имя Панайота-Каллиопи Хрисикопулу), греческая певица.
  - Султан Ибрагимов, российский боксёр-профессионал, бывший чемпион мира в тяжёлом весе по версии WBO (2007—2008), серебряный призёр Олимпийских игр (2000).
- 1976 — Фредди Принц-младший, американский актёр, продюсер, сценарист.
- 1977
  - Джеймс Ван Дер Бик, американский актёр.
  - Йохан Фогель, швейцарский футболист, полузащитник.
- 1981 — Тимо Болль, немецкий игрок в настольный теннис, многократный чемпион Европы, призёр Олимпийских игр.
- 1982
  - Дэвид Ли, американский волейболист, олимпийский чемпион (2008).
  - Kat Von D (настоящее имя Кэтрин фон Драхенберг), американский тату-мастер и галеристка.
- 1983
  - Ксения Бородина, российская телеведущая и актриса.
  - Андре Сантос, бразильский футболист, защитник.
- 1985 — Мария Охисало, финский государственный и политический деятель, министр внутренних дел Финляндии (2019—2021).
- 1988 — Илья Мэддисон, российский видеоблогер, летсплейщик, обозреватель, стример.
- 1990
  - Асьер Ильярраменди, испанский футболист, полузащитник.
  - Петра Квитова, чешская теннисистка, двукратная чемпионка Уимблдонского турнира (2011 и 2014)
  - Макс Барских, украинский певец, композитор и автор песен.
- 1991 — Настя Ивлеева, российская телеведущая, актриса и блогер.
- 1997 — Тияна Бошкович, сербская волейболистка, двукратная чемпионка мира (2018, 2022), призёр Олимпийских игр.
- 2000 — Даниэль Магнуссон,  шведский кёрлингист, двукратный чемпион мира, олимпийский чемпион.

## Скончались
См. также: Категория:Умершие 8 марта

### До XIX века
- 1089 — Абдуллах аль-Ансари (р. 1006), персидский поэт-мистик, теософ.
- 1126 — Уррака Кастильская (р. 1081), королева Кастилии и Леона
- 1466 — Франческо Сфорца (р. 1401), основатель династии правителей Милана.
- 1702 — Вильгельм III Оранский (р. 1650), правитель Нидерландов (с 1672), король Англии и Шотландии (с 1689).
- 1723 — Кристофер Рен (р. 1632), английский архитектор, математик и астроном.
- 1755 — Степан Крашенинников (р. 1711), русский ботаник, этнограф, географ, путешественник, исследователь Сибири и Камчатки.
- 1760 — Михаил Бестужев-Рюмин (р. 1688), русский дипломат.
- 1796 — Уильям Чемберс (р. 1723), шотландский архитектор, представитель классицизма в архитектуре.

### XIX век
- 1844 — Жан-Батист-Жюль Бернадот (Карл XIV Юхан; р. 1763), маршал Франции, король Швеции и Норвегии.
- 1874 — Миллард Филлмор (р. 1800), 13-й президент США (1850—1853).
- 1869 — Гектор Берлиоз (р. 1803), французский композитор.
- 1887 — Генри Уорд Бичер (р. 1813), американский религиозный деятель.
- 1888 — Йосиф Панчич (р. 1814), сербский ботаник и врач, первый президент Сербской королевской академии.

### XX век
- 1913 — Алексей Введенский (р. 1861), русский религиозный философ, писатель, богослов.
- 1917 — Фердинанд Цеппелин (р. 1828), немецкий конструктор дирижаблей, граф, генерал.
- 1923 — Йоханнес Дидерик ван дер Ваальс (р. 1837), голландский физик, лауреат Нобелевской премии (1910).
- 1930 — Уильям Говард Тафт (р. 1857), 27-й президент США (1909—1913).
- 1935 — Хатико, пёс, ждавший своего умершего хозяина 9 лет (р. 1923).
- 1941 — Шервуд Андерсон (р. 1876), американский писатель.
- 1942 — Хосе Рауль Капабланка (р. 1888), кубинский шахматист, третий чемпион мира.
- 1946 — Фредерик Уильям Ланчестер (р. 1868), английский инженер, соавтор первого британского автомобиля.
- 1961 — Томас Бичем (р. 1879), британский дирижёр, оперный и балетный импресарио.
- 1967 — Александр Расплетин (р. 1908), академик, Герой Социалистического Труда, разработчик зенитных ракетных систем.
- 1971 — Гарольд Ллойд (р. 1893), американский комедийный актёр.
- 1983
  - Чабука Гранда (р. 1920), перуанская певица, автор песен.
  - Георгий Нерода (р. 1895), скульптор, народный художник РСФСР.
- 1984 — Иван Заволоко (р. 1897), деятель старообрядчества, историк, краевед, собиратель русских древностей.
- 1989 — Елизавета Быкова (р. 1913), вторая советская чемпионка мира по шахматам.
- 1993 — Владимир Сутеев (р. 1903), советский детский писатель, иллюстратор и мультипликатор.
- 1996 — Нонна Терентьева (р. 1942), советская и российская актриса театра и кино.
- 1999
  - Адольфо Биой Касарес (р. 1914), аргентинский писатель.
  - Джо Ди Маджо (р. 1914), американский бейсболист, один из самых выдающихся игроков, второй муж Мэрилин Монро.

### XXI век
- 2001 — Нинетт де Валуа (р. 1898), ирландская танцовщица, хореограф и педагог.
- 2003 — Эдуард Изотов (р. 1936), актёр театра и кино, народный артист России.
- 2005
  - убит Аслан Масхадов (р. 1951), чеченский военный деятель и политик, президент Чеченской Республики (1997—2005).
  - Нинель Шахова (р. 1935), тележурналистка, комментатор программы «Время» по вопросам культуры (1971—1992).
- 2006 — Станислав Самсонов (р. 1932), советский офицер-подводник, Герой Советского Союза.
- 2010 — Георгий Зацепин (р. 1917), советский и российский физик, академик АН СССР и РАН.
- 2013 — Мария Пахоменко (р. 1937), советская и российская эстрадная певица, народная артистка России.
- 2017 — Джордж Ола (р. 1927), американский химик, лауреат Нобелевской премии (1994).
- 2018 — Кейт Вильгельм (р. 1928), американская писательница-фантаст.
- 2023 — Борис Жутовский (р. 1932), советский и российский художник, иллюстратор, писатель.
- 2024 — Герберт Крёмер (р. 1928), немецкий физик, лауреат Нобелевской премии по физике (2000). Иностранный член Национальной академии наук США (2003).

## Народный календарь, приметы и фольклор Руси
Поликарп (в невисокосный год).
- В старину на Руси — девушки прибирали свои наряды: «Убирай, девка, сундуки, закрывай наряды», ведь если свадьба не сыграна до масленой, то далее, как правило ожидали позднюю весну и играли свадьбы вместе с первыми весенними хороводами.
- С 8 по 15 марта возможно возвращение морозных дней[7].
- Поговаривали: «Март месяц любит куролесить: морозом гордится и на нос садится».
- Самое время сорокам в лес улетать, а тетеревам выступать с запевками[8].

Обретенье (в високосный год).
- На Обретение птица гнездо обретает.
- В день Обретения птица завивает гнездо, а перелётная летит из Вырия (тёплых мест).
- Воробьи тоже галдят — места для гнёзд делят.
- Своевременный прилёт весной перелётных птиц обещает хороший урожай хлеба.
- Птичье потенье, гнёзд обретенье.
- Если птицы вьют гнёзда на солнечной стороне деревьев, домов — к холодному лету, и обратно.
- Если в этот день выпадает снег, то и святая неделя (Пасха) будет холодная, если будет сухо, то не ожидай дождя и в Пасху.
- Рога месяца яркие и крутые — к морозу.